# Heroin (film, 1970)
Heroin (francouzsky La Horse, italsky Il Clan degli uomini violenti, německy Der Erbarmungslose) je koprodukční film Francie, Itálie a Západního Německa, který v roce 1970 natočil francouzský režisér Pierre Granier-Deferre na motivy románu Michela Lambesca. V hlavní roli tohoto kriminálně laděného thrilleru vystupuje Jean Gabin.
La Horse znamená ve francouzském argotu heroin.

## Herecké obsazení

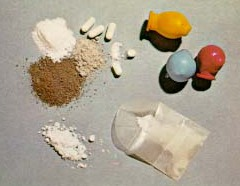
Práškový heroin a kapsle

- Jean Gabin jako Auguste Maroilleur, statkář
- Marc Porel jako Henri, Maroilleurův vnuk
- Danièle Ajoret jako Louise, mladší dcera Maroilleura
- Michel Barbey jako Maurice, manžel Louise
- Christian Barbier jako Léon, manžel Mathildy
- Pierre Dux jako soudce
- Armando Francioli jako Francis Grutti, gangster
- Julien Guiomar jako policejní komisař
- Eléonore Hirt jako Mathilde, starší dcera Maroilleura
- Reinhard Kolldehoff jako Hans, drogový baron
- Astrid Frank jako přítelkyně Hanse
- Félix Marten jako Marc, gangster
- Orlane Paquin jako Véronique, vnučka Maroilleura
- André Weber jako Bien-Phu, zaměstnanec na statku
- Henri Attal jako Louis, gangster
- Dominique Zardi jako Tony, gangster

## Děj
Statkář–vdovec Auguste Maroilleur obhospodařuje s pomocí rodiny půdu v bažinaté oblasti Normandie poblíž města Le Havre. Má dvě dcery, starší Mathildu a mladší Louise, obě žijí se svými manželi na statku. Do rodiny patří ještě Maroilleurova vnučka Véronique a vnuk Henri. Na statku pracuje i loajální muž s přezdívkou Bien-Phu, veterán Indočínské války, kterému Maroilleur v minulosti pomohl.
Maroilleur vládne na starém hospodářství patriarchálním způsobem, jeho slovo je zákonem. Uznává hodnoty jako čest, poctivost, tvrdá práce na poli. Nikdo se mu neodváží odporovat.
Jednoho dne při lovu kachen Bien-Phu objeví v jejich příbřežním stavení objemný balíček s heroinem, vysoce návykovou drogou, a svůj nález ohlasí Maroilleurovi. Ten vydedukuje, že má spojitost s jeho vnukem Henrim, který studuje a o prázdninách si přivydělává na lodi. Dojde mu, že pracuje jako kurýr. Maroilleur celý balíček s heroinem v hodnotě dvou milionů franků zničí a Henriho, který pošpinil jméno rodiny, zavře do sklepa. Nejen za trest, ale i proto, aby ho ochránil před pomstou zločinců.
O zásilku se na statku přihlásí jeden z gangsterů a když začne Maroilleurovi vyhrožovat, ten ho bez milosti zastřelí. Mrtvolu i jeho automobil odklidí společně s Bienem-Phu do bažin. Gang překupníků drog zapálí stodolu a pobije spoustu dobytka na pastvinách. Maroilleur ale nehodlá ustoupit a zakáže rodině ohlásit události na policii. Policii ale podivné události na farmě neuniknou a začne se o rodinu zajímat.

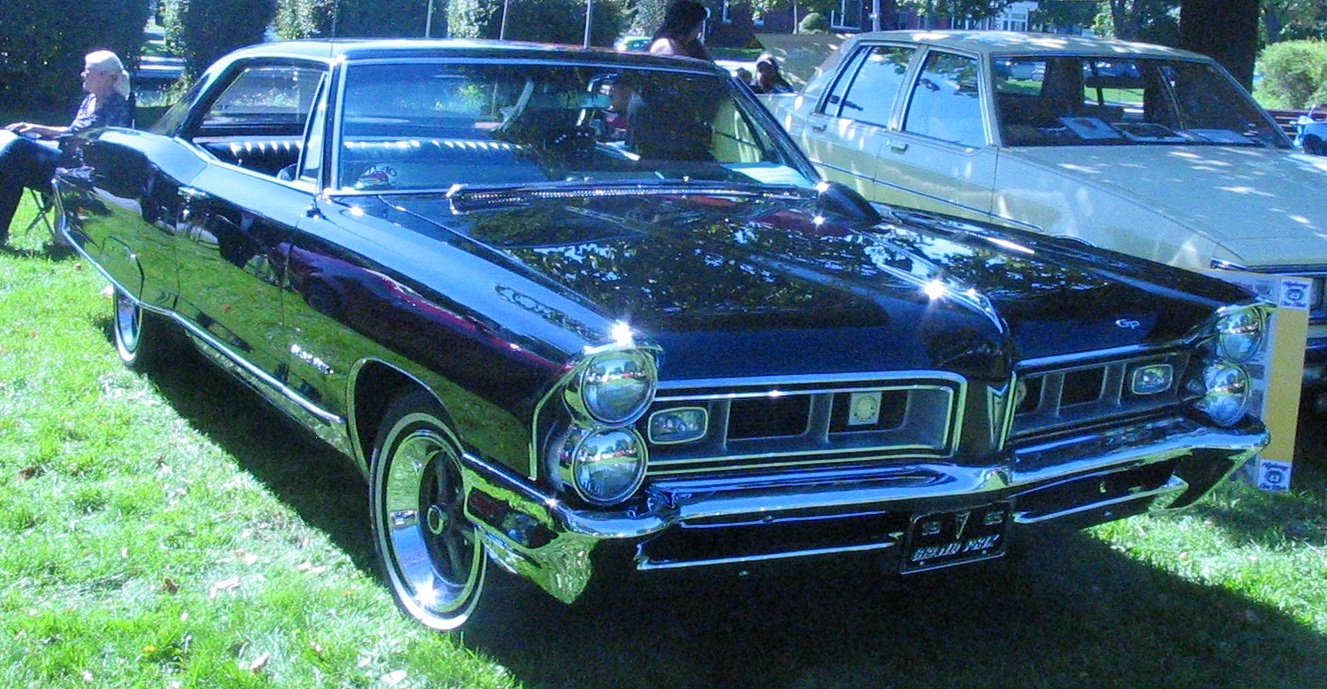
Pontiac Grand Prix 1965, stejný automobil jiné barvy používali ve filmu překupníci drog

Když jsou muži na poli, zločinci vtrhnou na statek, vyrabují ho a znásilní Maroilleurovu vnučku Véronique. Nyní již statkář souhlasí se schůzkou a předstírá rezignaci. Na smluveném místě u napajedla dobytka se jej drogový baron Hans pokusí zabít poté, co se dozví, že heroin nedostane a jeho bratr Marc je mrtev. Maroilleurovi zeti ukrytí v nádrži s vodou zasáhnou a překvapení komplicové Hanse jsou postříleni. Hans se pokusí odjet automobilem, po zásahu zápalnou lahví vrženou Bienem-Phu se vůz vznítí a drogový baron uvnitř uhoří.
Tato situace se již nedá ututlat a policie zahájí vyšetřování. Rodina ale drží pospolu a vypovídá tak, že policejní komisař a soudce nemají dostatek důkazů pro obvinění z vraždy. Přesto, že je nalezeno vozidlo prvního z gangsterů a zároveň vyslechnut vnuk Henri, strůjce prvotních potíží. Henri vypovídá v dědečkův prospěch, že úkryt ve sklepě vyhledával již od dětství, neboť je zemského znamení horoskopu (Býk) a mohl zde nerušeně studovat a relaxovat při četbě Bible, Blaise Pascala, Reného Descartese, Immanuela Kanta a Karla Marxe. Případ je nakonec odložen bez obvinění.

V závěru filmu Maroilleur sděluje zeti Léonovi, že spolu příští ráno zajedou na pastvinu a postarají se o dobytek. Henri oznámí, že jede s nimi. Kontinuita staré farmy zůstane zachována.